# Canek
Canek är en ort i Mexiko.   Den ligger i kommunen Tekax och delstaten Yucatán, i den östra delen av landet, 1 000 km öster om huvudstaden Mexico City. Canek ligger 37 meter över havet och antalet invånare är 308.
Terrängen runt Canek är platt. Runt Canek är det glesbefolkat, med 19 invånare per kvadratkilometer. Närmaste större samhälle är Tecax, 4,6 km öster om Canek. Omgivningarna runt Canek är en mosaik av jordbruksmark och naturlig växtlighet.